# گورستان گل آوه
قبرستان گل آوه مربوط به عصر آهن است و در شهرستان اسلام‌آباد غرب، بخش مرکزی، دهستان حومه شمالی، ۸۰۰ متری شمال غربی روستای برزه واقع شده و این اثر در تاریخ ۲۶ اسفند ۱۳۸۷ با شمارهٔ ثبت ۲۵۴۷۷ به‌عنوان یکی از آثار ملی ایران به ثبت رسیده است.